# Georges Le Monnier
Pour les articles homonymes, voir Le Monnier.
Georges Le Monnier, né à Bordeaux le 4 mars 1843 et mort à Nancy le 10 juin 1931, est un scientifique et un institutionnel[pas clair] nancéien.

## Biographie
Georges Le Monnier fut élève de l'École normale supérieure (1863), agrégé de physique (1866), docteur ès-science (1873), professeur au lycée de Niort (1866), préparateur à l'École normale supérieure (1869), professeur de physique au lycée de Pau (1874), chargé de cours de botanique et de zoologie à la faculté des sciences de Besançon (1874), chargé de cours de botanique à la faculté des sciences de Nancy (1877), puis enfin professeur (1877) et professeur honoraire (1912)
,.
Adjoint à la mairie de Nancy de 1892 à 1900, Georges Le Monnier fit ouvrir le premier lycée de jeunes filles de Nancy et un des premiers en France.
Il fut l'initiateur de l'Institut sérothérapique de l'Est, dont il fut le président,. Ce fut le premier titulaire de la Chaire de botanique de la faculté des Sciences de Nancy,,. Georges Le Monnier s'occupa de près des questions sociales et de leurs enseignements tout au long de sa carrière.
Il reçut pour l'ensemble de sa carrière la Légion d'honneur mais la rendit par la suite. Il fut membre de l'Académie de Stanislas,.
C'était un ami très proche d'Auguste Daum et d'Émile Gallé.
Ce dernier écrivait dans un de ces carnets : « M. Le Monnier, professeur de botanique à la Faculté des sciences de Nancy, a donné en 1877 une conférence sur le mouvement darwinien à un public très divers, à la fois masculin et féminin. M. Le Monnier s’est imposé une tâche qui aurait été difficile pour tout autre que lui. En une heure de causerie, M. Le Monnier a réussi à faire connaître le grand mouvement darwinien à un public varié, sans que l’auditoire, si intelligent soit-il, n’éprouve de l’ennui ou de la fatigue. M. Le Monnier s’est acquitté de cette tâche avec une aisance, une légèreté et une grâce admirables. Le professeur a su rester scientifique et le conférencier charmer un public très divers. Ses dons de clarté, de simplicité,d’élégance, qui distinguent la parole du professeur, le conférencier les possédait au suprême degré. »
Émile Friant a fait en 1898 un portrait de Georges Le Monnier,.

## Publications
- Darwin, sa vie et son œuvre, Georges Le Monnier, Bibliothèque publique de Nancy, Discours prononcé à la rentrée solennelle des Facultés de Nancy le 28 novembre, 1882.
- Flore de Lorraine, D-A. Godron, publiée par Paul-Henri Fliche et Georges Le Monnier, N. Grosjean, Nancy, troisième édition, 1883.
- Georges Le Monnier, « L’Évolution de l’Évolutionisme, Discours de réception », dans Mémoires de l’Académie de Stanislas -- 1907 - 1908, Séance publique du 21 mai 1908, Nancy, vol. 6e série, Tome V, Berger-Levrault et Cie, 1908 (lire en ligne), p. XXIX, lire en ligne sur Gallica
- Georges Le Monnier, Cours de botanique pour la classe de quatrième et les écoles d'agriculture, librairie Germer, Baillères et Cie, 108 boulevard Saint-Germain, Paris, 1881 (lire en ligne), lire en ligne sur Gallica
- Philippe Van Tieghem et Georges Le Monnier, Recherche sur les mucorinées, Librairie Masson, place de l'École de médecine, Paris, 1873 (lire en ligne), lire en ligne sur Gallica

## Remarques
Georges Le Monnier est le beau-père du médecin et philosophe Jacques Rennes, du Professeur Philibert Guinier et le grand-père du scientifique André Guinier.